# Белорусская христианская демократия (1917)
Белорусская христианская демократия (БХД) (до середины 1920-х годов Христианское демократическое единство, с января 1936 г. Белорусское народное объединение) — белорусская политическая партия национал-демократического характера социалистической ориентации. Основана в мае 1917 г. в Петрограде. Среди основателей и идеологов: Ф. Абрантович, В. Годлевский, А. Станкевич, Л. Хветька, Ф. Будька, А. Зезюля (А. Астрамович), К. Свояк (К. Степович) и другие. Печатный орган — газета «Белорусский источник». Партия выступала за эволюционный путь развития общества и за парламентскую форму управления государством.

## Христианское демократическое единство
Белорусское христианское политическое движение зародилось в начале XX века среди белорусских студентов-богословов и семинаристов. Христианское демократическое единство (ХДЕ) было основано в мае 1917 года в городе Петроград. Сначала ХДЕ объединяло небольшие группы белорусской интеллигенции из числа учителей, студентов Петербургской духовной академии (Белорусское объединение студентов Петербургской католической духовной академии созданной в 1913 г.) и духовенства Минска.
Создание ХДЕ способствовало активизации общественно-политической деятельности католического духовенства в Беларуси. На съезде белорусского католического духовенства 24-25 мая 1917 г. в Минске одним из основных вопросов была деятельность белорусской католической партии (докладчик В. Годлевский). В принятой резолюции означалось, что «съезд добивается автономии в Российской федеративной демократической республике». Представители христианских демократов входили в Белорусский национальный комитет, участвовали в Первом Всебелорусском съезде в Минске в декабре 1917 года. В 1918 году христианские демократы приветствовали акт провозглашения независимости белорусского государства — БНР.

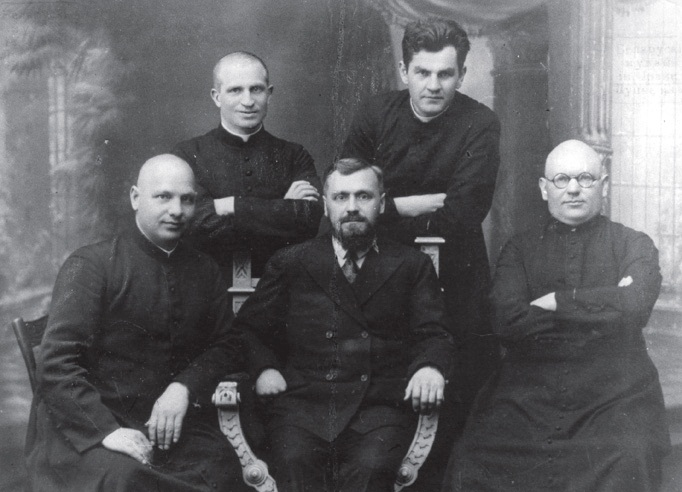
Лидеры БХД. Сидят слева направо: Адам Станкевич, Иосиф Германович, Винцент Годлевский. Стоят слева направо: Антон Лявош, Станислав Гляковский. Вильно, 1930-е.

Первоначально связи ХДЕ с селянством были неоднозначными. В начале 1920-х годов его объединения были представлены в Дисне, Друях, Иказне, Бараденичах, Шарковщине, Ошмянах, Борунах. Их организаторами были священники Ф. Абрантович, В. Тошкун, А. Станкевич, М. Петровский, И. Германович и другие, которые вели культурно-просветительскую деятельность исключительно среди белорусов католиков. По итогам в 1920 году в составе единства насчитывалось чуть более 500 членов. В качестве активного участника Белорусского национального комитета (от ХДЕ в него входил В. Годлевский), а в дальнейшем и Великой белорусской рады ХДЕ поддерживала Временное правительство А. Керенского, постепенно заняв негативную позицию в отношениях к Советской власти. На Первом съезде ХДЕ в феврале 1918 г. в Петрограде говорилось, что в отношении к таким народам, как литовцы, латыши, белорусы и украинцы, нужно стоять в позиции их полного самоопределения.
Революционные настроения, которые после Октябрьской революции охватили рабочих и определённые круга белорусской интеллигенции (в том числе и на духовенстве), отразились и на содержании 1-й программы ХДЕ, принятой в 1920 году в Минске. Во втором её пункте было подчеркнуто, что «христианская демократия борется прежде всего с капитализмом, в котором видит одну из наиважнейших причин бедности и нищеты рабочих масс и хочет завести такой лад, при котором каждому человеку было возможно своей работой добыть себе нужный хлеб и пользоваться всем культурным богатством».